# 2023年世界陸上競技選手権大会サントメ・プリンシペ選手団
2023年世界陸上競技選手権大会サントメ・プリンシペ選手団は、2023年8月19日から8月27日までハンガリーのブダペストで開催された第19回世界陸上競技選手権大会のサントメ・プリンシペ選手団。

## 選手団
- 人員: 選手 1人

## 選手名簿・結果
| 選手           | 種目     | 予選   | 予選       | 準決勝   | 準決勝   | 決勝     | 決勝     |
| 選手           | 種目     | 結果   | 順位       | 結果     | 順位     | 結果     | 順位     |
| -------------- | -------- | ------ | ---------- | -------- | -------- | -------- | -------- |
| ゴレテ・セメド | 女子200m | 23秒69 | 42位 (8着) | 予選敗退 | 予選敗退 | 予選敗退 | 予選敗退 |